# NGC 890
NGC 890 je galaksija u zviježđu Trokut.

## Vanjske poveznice
- SEDS: NGC 890